# Formula 3000 giapponese 1987
La stagione 1987 della Formula 3000 giapponese si corse su 9 gare. Sostituì di fatto la Formula 2 che si disputava fino alla stagione precedente. Parteciparono 18 differenti team, 22 differenti piloti, 2 differenti telaisti e 3 differenti motoristi. La serie venne vinta dal pilota nipponico Kazuyoshi Hoshino che utilizzò una March 87B-Honda e una Lola T87-50-Honda.

## La pre-stagione

### Calendario
| Gara | Nome                          | Circuito           | Giri | Lunghezza           | Data         |
| ---- | ----------------------------- | ------------------ | ---- | ------------------- | ------------ |
| 1    | All Japan Big 2&4 Race        | Circuito di Suzuka | 23   | 23x5,912=135,976 km | 8 marzo      |
| 2    | Int. Formula Car Race Meeting | Circuito del Fuji  | 35   | 35x4,441=155,435 km | 19 aprile    |
| 3    | F3000 All Star Race           | Circuito di Mine   | 37   | 37x2,816=104,192 km | 10 maggio    |
| 4    | Suzuka F.Japan Race           | Circuito di Suzuka | 30   | 30x5,912=177,36 km  | 24 maggio    |
| 5    | Suzuka Gold Trophy            | Circuito di Suzuka | 30   | 30x5,912=177,36 km  | 5 giugno     |
| 6    | Sugo F3000 Race               | Circuito di Sugo   | 41   | 41x3,704=151,864 km | 26 giugno    |
| 7    | RRC Fuji F.Champions Race     | Circuito del Fuji  | 23   | 23x4,441=102,143 km | 9 agosto     |
| 8    | Suzuka Great 20 Drivers Race  | Circuito di Suzuka | 30   | 30x 5,859=175,77 km | 13 settembre |
| 9    | Suzuka Super Final Round      | Circuito di Suzuka | 30   | 30x 5,859=175,77 km | 6 dicembre   |

- Tutte le corse sono disputate in Giappone.

## Piloti e team
| Team                          | Telaio                                       | Nr.   | Pilota              | Gare           |
| ----------------------------- | -------------------------------------------- | ----- | ------------------- | -------------- |
| Hoshino Racing                | March 87B-Honda Lola T87-50-Honda            | 1     | Kazuyoshi Hoshino   | Tutte          |
| Heroes Racing Corporation     | March 87B-Honda                              | 3     | Toshio Suzuki       | Tutte          |
| Speed Star Wheel Racing Team  | Lola T87-50-Cosworth                         | 5     | Masahiro Hasemi     | Tutte          |
| Speed Star Wheel Racing Team  | March 87B-Cosworth Lola T87-50-Cosworth      | 6     | Yoshiyasu Tachi     | Tutte          |
| Team Kitamura                 | March 87B-Cosworth                           | 7/18  | Eje Elgh            | Tutte          |
| Cabin Racing                  | March 87B-Cosworth Lola T87-50-Cosworth      | 8     | Keiji Matsumoto     | Tutte          |
| Cabin Racing                  | March 87B-Cosworth                           | 85    | Akio Morimoto       | 9              |
| Marlboro Team Nova            | Lola T87-50-Honda                            | 9     | Geoff Lees          | Tutte          |
| Takeshi Project Racing Team   | March 86B-Cosworth March 87B-Cosworth        | 10    | Hideshi Matsuda     | 1, 3-9         |
| Dome                          | March 87B-Cosworth March 87B-Cosworth Yamaha | 11    | Jan Lammers         | 1-2, 4-5, 7, 9 |
| Dome                          | March 87B-Cosworth March 87B-Cosworth Yamaha | 11/12 | Ross Cheever        | 2-3, 6, 8      |
| Leyton House Racing Team      | March 87B-Cosworth Lola T87-50-Cosworth      | 16    | Masanori Sekiya     | 1-3, 5-9       |
| Best House Racing Team        | March 87B-Cosworth                           | 22    | Osamu Nakako        | 1-3, 5-9       |
| Advan Sports Nova             | March 87B-Honda                              | 25    | Kunimitsu Takahashi | Tutte          |
| Advan Sports Shigeyama Racing | March 87B-Cosworth Lola T87-50-Cosworth      | 26    | Takao Wada          | Tutte          |
| Advan Sports Tomei            | March 87B-Cosworth                           | 27    | Kenny Acheson       | 1-2, 4-9       |
| Sundai Spilit Team            | March 86B-Cosworth March 87B-Cosworth        | 30    | Taku Akaike         | 2-3, 5-7, 9    |
| Sundai Spilit Team            | March 87B-Cosworth                           | 30    | Kaoru Iida          | 8              |
| Checker Motor Sports Club     | Lola T86-50-Cosworth                         | 31    | Tetsuya Oota        | 2, 4-7, 9      |
| Shimizu Racing                | Lola T86-50-Cosworth                         | 33    | Masamoto Shimizu    | Tutte          |
| Footwork Sports Racing Team   | March 87B-Cosworth March 87B-Cosworth Yamaha | 55    | Aguri Suzuki        | Tutte          |
| dp Motorsport                 | Lola T86-50-Cosworth                         | 88    | Mutsuaki Sanada     | 1-7            |

## Risultati e classifiche

### Risultati
| Gara | Circuito | Tempo     | Velocità     | Pole position     | GPV               | Vincitore         | Vettura               |
| ---- | -------- | --------- | ------------ | ----------------- | ----------------- | ----------------- | --------------------- |
| 1    | Suzuka   | 44:46.408 | 182,219 km/h | Geoff Lees        | Kazuyoshi Hoshino | Kazuyoshi Hoshino | March-Honda           |
| 2    | Fuji     | 46:39.142 | 199,906 km/h | Kazuyoshi Hoshino | ?                 | Geoff Lees        | Lola-Honda            |
| 3    | Mine     | 39:14.531 | 159,306 km/h | Geoff Lees        | ?                 | Toshio Suzuki     | March-Honda           |
| 4    | Suzuka   | 58:16.719 | 182599 km/h  | Geoff Lees        | Kazuyoshi Hoshino | Kazuyoshi Hoshino | Lola-Honda            |
| 5    | Suzuka   | 58:46.404 | 181,062 km/h | Geoff Lees        | Kazuyoshi Hoshino | Kazuyoshi Hoshino | Lola-Honda            |
| 6    | Sugo     | 52:13.41  | 174,478 km/h | Geoff Lees        | ?                 | Kazuyoshi Hoshino | Lola-Honda            |
| 7    | Fuji     | 30:00.724 | 204,204 km/h | Geoff Lees        | ?                 | Jan Lammers       | March-Cosworth Yamaha |
| 8    | Suzuka   | 58:37.715 | 179,882 km/h | Geoff Lees        | Kazuyoshi Hoshino | Aguri Suzuki      | March-Cosworth Yamaha |
| 9    | Suzuka   | 56:52.557 | 185,425 km/h | Aguri Suzuki      | Kazuyoshi Hoshino | Aguri Suzuki      | March-Cosworth Yamaha |

### Classifica piloti
I punti sono assegnati secondo lo schema seguente:
| Sistema di punteggio | Sistema di punteggio | Sistema di punteggio | Sistema di punteggio | Sistema di punteggio | Sistema di punteggio | Sistema di punteggio | Sistema di punteggio | Sistema di punteggio | Sistema di punteggio | Sistema di punteggio |
| Posizione            | 1º                   | 2º                   | 3º                   | 4º                   | 5º                   | 6º                   | 7º                   | 8º                   | 9º                   | 10º                  |
| -------------------- | -------------------- | -------------------- | -------------------- | -------------------- | -------------------- | -------------------- | -------------------- | -------------------- | -------------------- | -------------------- |
| Punti                | 20                   | 15                   | 12                   | 10                   | 8                    | 6                    | 4                    | 3                    | 2                    | 1                    |

| Pos | Pilota              | 2&4 | INT | ALL | SFJ | SGT | SUG | RRC | GRT | SFR | Punti |
| --- | ------------------- | --- | --- | --- | --- | --- | --- | --- | --- | --- | ----- |
| 1   | Kazuyoshi Hoshino   | 1   | 10  | 2   | 1   | 1   | 1   | 6   | 2   | 2   | 132   |
| 2   | Aguri Suzuki        | 2   | 2   | 4   | 3   | 2   | Rit | Rit | 1   | 1   | 107   |
| 3   | Geoff Lees          | 10  | 1   | 5   | 2   | 3   | 2   | 12  | 3   | Rit | 83    |
| 4   | Keiji Matsumoto     | 13  | 3   | 3   | 4   | 4   | 3   | Rit | 4   | 3   | 78    |
| 5   | Toshio Suzuki       | 3   | Rit | 1   | 5   | 6   | 8   | 2   | Rit | 5   | 72    |
| 6   | Osamu Nakako        | 7   | 5   | 7   | Rit | 10  | 5   | 5   | 9   | 7   | 39    |
| 7   | Masahiro Hasemi     | Rit | 4   | 6   | 12  | 12  | 4   | 3   | Rit | Rit | 38    |
| 8   | Jan Lammers         | 4   | 12  |     | 11  | 7   |     | 1   |     | Rit | 34    |
| 9   | Kunimitsu Takahashi | 6   | 7   | 8   | 6   | 9   | 6   | 8   | 8   | Rit | 33    |
| 10  | Masanori Sekiya     | Rit | 6   | Rit |     | 5   | Rit | Rit | 5   | 4   | 32    |
| 11  | Eje Elgh            | 12  | Rit | 9   | 8   | 8   | Rit | 4   | 6   | Rit | 24    |
| 12  | Yoshiyasu Tachi     | Rit | Rit | 11  | 9   | Rit | 9   | Rit | 7   | 6   | 14    |
| 13  | Takao Wada          | 14  | 8   | 10  | 7   | SQ  | 7   | 9   | 11  | Rit | 14    |
| 14  | Hideshi Matsuda     | 5   |     | 12  | Rit | 16  | 10  | 14  | Rit | 9   | 11    |
| 15  | Kenny Acheson       | 8   | 16  |     | 10  | 15  | Rit | 7   | Rit | Rit | 8     |
| 16  | Masamoto Shimizu    | 9   | 11  | 13  | 13  | Rit | 11  | 10  | 10  | 8   | 7     |
| 17  | Ross Cheever        |     | 9   | Rit |     |     | Rit |     | 13  |     | 2     |
| 18  | Taku Akaike         |     | 14  | 15  |     | 14  | 13  | 11  |     | 10  | 1     |
| 19  | Mutsuaki Sanada     | 11  | 15  | 14  | Rit | 13  | 12  | 13  |     |     | 0     |
| 20  | Tetsuya Oota        |     | 13  |     | Rit | 11  | Rit | Rit |     | Rit | 0     |
| 21  | Kaoru Iida          |     |     |     |     |     |     |     | 12  |     | 0     |
|     | Akio Morimoto       |     |     |     |     |     |     | Rit |     | Rit | -     |
| Pos | Pilota              | 2&4 | INT | ALL | SFJ | SGT | SUG | RRC | GRT | SFR | Punti |

| Colore  | Risultato             |
| ------- | --------------------- |
| Oro     | Vincitore             |
| Argento | 2º posto              |
| Bronzo  | 3º posto              |
| Verde   | Finito a punti        |
| Blu     | Finito senza punti    |
| Viola   | Ritirato (Rit)        |
| Viola   | Non classificato (NC) |
| Rosso   | Non qualificato (NQ)  |
| Nero    | Squalificato (SQ)     |
| Bianco  | Non partito (NP)      |
| Bianco  | Non ha gareggiato     |
| Bianco  | Infortunato (INF)     |
| Bianco  | Escluso (ES)          |
| Bianco  | Gara cancellata (C)   |

### Risultati completi
| Prima colonna | 10 | = pos. in griglia |

| Seconda colonna | 10 | = risultato in gara |

R=ritirato DIS=squalificato
| Pos                          | Nome                | Team                          | Telaio   | Motore          | 2&4 | 2&4 | INT | INT | ALL | ALL | SFJ | SFJ | SGT | SGT | SUG | SUG | RRC | RRC | GRT | GRT | SFR | SFR |
| 1                            | Kazuyoshi Hoshino   | Hoshino Racing                | March    | Honda           | 2   | 1   |     |     |     |     |     |     |     |     |     |     |     |     |     |     |     |     |
| 1                            | Kazuyoshi Hoshino   | Hoshino Racing                | Lola     | Honda           |     |     | 1   | 10  | 3   | 2   | 2   | 1   | 2   | 1   | 2   | 1   | 2   | 6   | 2   | 2   | 2   | 2   |
| 2                            | Aguri Suzuki        | Footwork Sports Racing Team   | March    | Cosworth        | 3   | 2   | 3   | 2   | 2   | 4   | 7   | 3   | 3   | 2   |     |     |     |     |     |     |     |     |
| 2                            | Aguri Suzuki        | Footwork Sports Racing Team   | March    | Cosworth-Yamaha |     |     |     |     |     |     |     |     |     |     | 5   | R   | 4   | R   | 3   | 1   | 1   | 1   |
| 3                            | Geoff Lees          | Team Nova                     | Lola     | Honda           | 1   | 10  | 2   | 1   | 1   | 5   | 1   | 2   | 1   | 3   | 1   | 2   | 1   | 12  | 1   | 3   | 5   | R   |
| 4                            | Keiji Matsumoto     | Cabin Racing                  | March    | Cosworth        | 4   | 13  | 5   | 3   |     |     |     |     |     |     |     |     |     |     |     |     |     |     |
| 4                            | Keiji Matsumoto     | Cabin Racing                  | Lola     | Cosworth        |     |     |     |     | 5   | 3   | 5   | 4   | 6   | 4   | 6   | 3   | 3   | R   | 6   | 4   | 3   | 3   |
| 5                            | Toshio Suzuki       | Heroes Racing Corporation     | March    | Honda           | 8   | 3   | 6   | R   | 6   | 1   | 6   | 5   | 9   | 6   | 3   | 8   | 7   | 2   | 11  | R   | 11  | 5   |
| 6                            | Osamu Nakako        | Best House Racing Team        | March    | Cosworth        | 13  | 7   | 7   | 5   | 12  | 7   | 8   | R   | 13  | 10  | 14  | 5   | 14  | 5   | 12  | 9   | 15  | 7   |
| 7                            | Masahiro Hasemi     | Speed Star Wheel Racing Team  | Lola     | Cosworth        | 5   | R   | 4   | 4   | 11  | 6   | 14  | 12  | 7   | 12  | 8   | 4   | 9   | 3   | 7   | R   | 13  | R   |
| 8                            | Jan Lammers         | Dome                          | March    | Cosworth        | 7   | 4   | 11  | 12  | -   | -   | 15  | 11  | 8   | 7   | -   | -   |     |     |     |     |     |     |
| 8                            | Jan Lammers         | Dome                          | March    | Cosworth-Yamaha |     |     |     |     |     |     |     |     |     |     |     |     | 6   | 1   | -   | -   | 7   | R   |
| 9                            | Kunimitsu Takahashi | Advan Sports Nova             | March    | Honda           | 17  | 6   | 15  | 7   | 7   | 8   | 10  | 6   | 5   | 9   | 9   | 6   | 10  | 8   | 9   | 8   | 8   | R   |
| 10                           | Masanori Sekiya     | Leyton House Racing           | March    | Cosworth        | 9   | R   |     |     |     |     |     |     |     |     |     |     |     |     |     |     |     |     |
| 10                           | Masanori Sekiya     | Leyton House Racing           | Lola     | Cosworth        |     |     | 8   | 6   | 4   | R   | -   | -   | 4   | 5   | 7   | R   | 5   | R   | 4   | 5   | 4   | 4   |
| 11                           | Eje Elgh            | Team Kitamura                 | March    | Cosworth        | 16  | 12  | 9   | R   | 7   | 9   | 11  | 8   | 11  | 8   | 12  | R   | 8   | 4   | 17  | 6   | 12  | R   |
| 12                           | Takao Wada          | Advan Sports Shigeyama Racing | March    | Cosworth        | 6   | 14  | 13  | 8   | 9   | 10  | 3   | 7   |     |     |     |     |     |     |     |     |     |     |
| 12                           | Takao Wada          | Advan Sports Shigeyama Racing | Lola     | Cosworth        |     |     |     |     |     |     |     |     | 14  | DIS | 11  | 7   | 12  | 9   | 8   | 11  | 19  | R   |
|                              | Yoshiyasu Tachi     | Speed Star Wheel Racing Team  | March    | Cosworth        | 10  | R   | 12  | R   | 13  | 11  |     |     |     |     |     |     |     |     |     |     |     |     |
| Speed Star Wheel Racing Team | Yoshiyasu Tachi     | Lola                          | Cosworth |                 |     |     |     |     |     | 9   | 9   | 10  | R   | 13  | 9   | 13  | R   | 5   | 7   | 9   | 6   |     |
| 14                           | Hideshi Matsuda     | Takeshi Project Team          | March    | Cosworth        | 11  | 5   | -   | -   | 14  | 12  | 12  | R   | 17  | 16  | 15  | 10  | 17  | 14  | 14  | R   | 14  | 9   |
| 15                           | Kenny Acheson       | Advan Sports Tomei            | March    | Cosworth        | 12  | 8   | 14  | 16  | -   | -   | 4   | 10  | 12  | 15  | 10  | R   | 11  | 7   | 10  | R   | 10  | R   |
| 16                           | Masatomo Shimizu    | Shimizu Racing                | Lola     | Cosworth        | 14  | 9   | 16  | 11  | 16  | 13  | 13  | 13  | 16  | R   | 17  | 11  | 15  | 10  | 13  | 10  | 16  | 8   |
| 17                           | Ross Cheever        | Dome                          | March    | Cosworth        | -   | -   | 10  | 9   | 10  | R   | -   | -   | -   | -   |     |     |     |     |     |     |     |     |
| 17                           | Ross Cheever        | Dome                          | March    | Cosworth-Yamaha |     |     |     |     |     |     |     |     |     |     | 4   | R   | -   | -   | 15  | 13  | -   | -   |
| 18                           | Taku Akaike         | Sundai Spilit                 | March    | Cosworth        | -   | -   | 17  | 14  | 15  | 15  | -   | -   | 18  | 14  | 18  | 13  | 18  | 11  | -   | -   | 18  | 10  |
| -                            | Mutsuaki Sanada     | dp Motorsport                 | Lola     | Cosworth        | 15  | 11  | 19  | 15  | 17  | 14  | 17  | R   | 19  | 13  | 19  | 12  | 19  | 13  | -   | -   | -   | -   |
| -                            | Tetsuya Oota        | Checker Motor Sports Club     | Lola     | Cosworth        | -   | -   | 18  | 13  | -   | -   | 16  | R   | 15  | 11  | 16  | R   | 16  | R   | -   | -   | 17  | R   |
| -                            | Kaoru Iida          | Sundai Spilit Team            | March    | Cosworth        | -   | -   | -   | -   | -   | -   | -   | -   | -   | -   | -   | -   | -   | -   | 16  | 12  | -   | -   |
| -                            | Akio Morimoto       | Cabin Racing                  | March    | Cosworth        | -   | -   | -   | -   | -   | -   | -   | -   | -   | -   | -   | -   | 20  | R   | -   | -   | 6   | R   |
| Pos                          | Nome                | Team                          | Telaio   | Motore          | 2&4 | 2&4 | INT | INT | ALL | ALL | SFJ | SFJ | SGT | SGT | SUG | SUG | RRC | RRC | GRT | GRT | SFR | SFR |